# Valgaudemar
Le Valgaudemar, ou Valgodemar, est une vallée située au centre du massif des Écrins. D'origine glaciaire, étroite et encaissée, elle est dominée par des sommets mythiques comme l'Olan (3 564 m) ou les Bans (3 669 m). Elle fait partie des grandes vallées du massif, à côté de celles du Vénéon, de la Vallouise et du Valjouffrey. Elle est parcourue par la Séveraisse, une bouillonnante rivière venue des glaciers, longue de 33 km, qui se jette dans le Drac.

## Toponymie
Valgaudemar (aussi écrit Valgaudémar pour respecter la prononciation locale) ou Valgodemar  (aussi écrit Valgodemard) est composé de val (« vallée ») et du patronyme d'origine burgonde Godemar (ou Godemard ou encore Gondemar), roi burgonde qui vécut au VIe siècle et qui, d'après la légende, se serait retiré dans la vallée. Ainsi, certaines localités sont orthographiées Valgodemard, à l'instar de Saint-Jacques-en-Valgodemard et Saint-Maurice-en-Valgodemard, ou Valgaudémar dans le cas de La Chapelle-en-Valgaudémar.
La graphie « Valgodemar » est choisie par César-François Cassini et sa famille, au XVIIe siècle, pour la première carte topographique et géométrique établie à l'échelle du royaume de France, puis par Pierre Joseph de Bourcet, directeur de la cartographie des Alpes (1748 - 1754), qui parle même de « val de Godemar ». C’est encore la forme privilégiée par le Club alpin, dans son annuaire datant de 1877, et par David Martin, auteur du Dictionnaire du patois de Lallé en Valgodemar en 1909.

## Géographie
Le Valgaudemar entaille profondément le massif des Écrins dans sa partie sud-ouest, entre le sommet des Bans et la vallée du Drac. Il est inclus dans la zone périphérique du parc national des Écrins mais, bien que pénétrant dans la zone centrale à partir de Villar-Loubière, le fond de la vallée en est exclu.

### Topographie
La vallée est fortement encaissée. Dès l'entrée, Saint-Firmin (alt. 950 m), sur la rive droite, est dominé par le Grun de Saint-Maurice (2 775 m), et Saint-Jacques, sur la rive gauche, par le Petit-Chaillol (2 777 m). Plus haut, Villar-Loubière (1 033 m) est dominé par le pic des Souffles (3 098 m) au nord et le pic de Pian (2 826 m) au sud. La Chapelle (1 110 m) est entre l'Olan (3 564 m) et le pic de Parières (3 076 m). Le fond de la vallée est entouré par les Rouies (3 589 m) au nord, le sommet des Bans (3 669 m, plus haut sommet de la vallée) à l'est, et le Sirac (3 440 m) au sud.
Le Valgaudemar est entouré par une série de sommets dépassant les 3 000 mètres. Les principaux sont :
- Les Bans (3 669 m), point culminant du Valgaudemar ;
- Les Rouies (3 589 m) ;
- l'Olan (3 564 m) ;
- le pic des Aupillous (3 505 m) ;
- le pic de Bonvoisin (3 480 m) ;
- Le Sirac (3 440 m), composé de six pics ;
- le pic du Says (3 421 m) ;
- la cime du Vallon (3 409 m) ;
- le mont Gioberney (3 351 m) ;
- la pointe de la Muande (3 315 m) ;
- le pic du Vaccivier (3 312 m) ;
- la pointe Richardson (3 312 m) ;
- le pic des Souffles (3 098 m) ;
- le pic Turbat (3 028 m).

Près de 3 000 m de dénivelé séparent le point le plus bas et le plus haut de la vallée. C'est l'un des plus importants dénivelés des vallées alpines.

### Hydrographie
Le Valgaudemar est parcouru d'est en ouest par la Séveraisse, une rivière de type torrentiel au régime nivo-pluvial, affluent du Drac. Ses crues sont redoutables. Comme le note un rapport administratif de 1789 : « Le torrent de Séveraisse qui coule et divise même le territoire, est encore un voisin bien redoutable. C’est ce torrent qui ruine, non seulement cette communauté, mais encore toute la contrée. Les fonds les plus précieux seraient à ses bords, si on pouvait les y conserver ; mais ce furieux torrent ne respecte rien ; il prend, laisse, reprend, change et rechange de lit, emporte et submerge, au moyen de quoi on ne s'avise plus de défricher ses relaissés, parce que on est assuré que, dans moins d'un ou deux ans, il vient reprendre ce qu'il a abandonné ».  
Elle a peu d'affluents importants : le torrent de Gioberney dans sa partie haute, puis le torrent de Navette à La Chapelle, et le torrent de Prentiq à l'ubac de Saint-Maurice.  
L'eau de la Séveraisse est depuis toujours utilisée pour l'agriculture et pour mouvoir les moulins. Les canaux d'irrigation, nombreux, ont été pour la plupart abandonnés au cours du XXe siècle. Le principal d'entre eux, le canal des Herbeys, prenait l'eau de la rivière au pont du Roux, et alimentait en eau la plaine d'Aubessagne. Restent aujourd'hui deux canaux d'amenée d'eau aux centrales hydroélectriques de Saint-Maurice et de Saint-Firmin.

## Population

### Administration
Le Valgaudemar est composé de cinq communes : Saint-Firmin, Saint-Jacques-en-Valgodemard, Saint-Maurice-en-Valgodemard, Villar-Loubière et La Chapelle-en-Valgaudémar, qui formaient ensemble jusqu'en mars 2015 le canton de Saint-Firmin, mais sont désormais rattachées au canton de Saint-Bonnet-en-Champsaur.
Ces cinq communes sont associées à trois communes du bassin du Drac (Aspres-les-Corps, Le Glaizil, Chauffayer) au sein de la communauté de communes du Valgaudemar. Ces huit communes sont également membres de la Commission locale de l'eau du Drac-Amont (CLEDA).

### Habitat
Les lieux habités se situent auprès de la rivière, mais à l'écart du cours d'eau en raison de ses crues parfois violentes. 
Pour être à l'abri des avalanches de pierres et de neige des pentes rocheuses inhospitalières et nues de la rive droite, plusieurs hameaux ont choisi l'ubac, protégé par des bois et taillis. De ce fait, certaines habitations ne voient pas le soleil de tout l'hiver, au point que, dans son Histoire des Hautes-Alpes, le préfet Ladoucette a pu faire crédit à la légende selon laquelle les habitants du hameau des Andrieux célébraient le retour du soleil en février par une omelette collective sur le pont de la Séveraisse,.

## Histoire
On sait peu de choses des premiers habitants du Valgaudemar. Le Répertoire archéologique des Hautes-Alpes de Joseph Roman ne mentionne aucun vestige antérieur à l'occupation romaine. Jean Gueydan se borne à signaler que les Ligures, installés dans le Beaumont voisin dès 800 av. J.-C., ont laissé comme trace des toponymes, dont celui de Severasca, qui a donné le nom de Séveraisse. Les Tricorii, ensemble de tribus celtes, ont occupé la région vers 300 av. J.-C. On leur doit le toponyme morge, qui signifiait « frontière », et se retrouve dans l'un des sommets du Valgaudemar.
L'époque romaine a laissé peu de traces. Roman, sans citer d'élément matériel, voit dans La Chapelle-en-Valgaudémar le lieu appelé Geminae sur la carte de Peutinger, et pense que la route de Briançon à Mens parcourait tout le Valgaudemar dans lequel elle entrait par le col de Bonvoisin (altitude 3 297 m) ; d'où certains ont déduit que Hannibal aurait pu faire le trajet en sens inverse. Pour Gueydan, une seule route est avérée, passant par Saint-Firmin et Saint-Jacques mais se dirigeant ensuite vers le Champsaur. L'hypothèse d'un passage d'Hannibal par le Valgaudemar est pour lui sans fondement. D'autres historiens locaux font même passer la route romaine de Chorges à Grenoble par la rive gauche du Drac, au Glaizil. De l'époque romaine date le nom Villard, dérivé du latin villa, désignant un ensemble de bâtiments à usage agricole, qui a donné deux toponymes : le Villard de Saint-Firmin et Villar-Loubière.
Au milieu du Ve siècle, les Burgondes envahissent la région. La tradition attribue le nom de la vallée au roi burgonde Godemar (Godomar ou Gondemar), qui s'y serait retiré au VIe siècle, après la conquête de son royaume par les rois Francs Childebert Ier et Clotaire Ier en 534. Cette origine expliquerait la fréquence dans la vallée de patronymes et de toponymes germaniques. Du Xe au XVe siècle, la région fait partie du Saint-Empire romain germanique, mais est en réalité sous l'autorité des dauphins de Viennois. Le Valgaudemar relève du bailliage de Grésivaudan, mais ses paroisses dépendent de l'évêque de Gap. En 1377, Pierre III d'Ambel fait construire le château de Saint-Firmin. En 1415, le seigneur de Valgaudémar, Jean Gras, est tué à la bataille d'Azincourt.  Vers 1445, Raymond III d'Ambel cède ses terres de Valgaudemar à ses filles,. Ces possessions formeront les communes de Clémence-d'Ambel et de Guillaume-Peyrouse, qui ont subsisté sous ce nom jusqu'en 1962 avant de fusionner pour former la commune actuelle de La Chapelle.

## Activités

### Agriculture et industrie
L'activité traditionnelle de la vallée est essentiellement pastorale, peu rentable mais maintenue grâce aux subventions du parc national des Écrins : ovins pour la laine et la viande, caprins pour la viande (la viande de chèvre est fort appréciée dans la région) et les produits laitiers. Le haut des vallons de Prentiq et de Navette permettent l'estive.
Les rares terres cultivables se situent aux abords de la rivière, et plus particulièrement aux alentours des confluents avec ses affluents : le torrent de Prentiq à l'Ubac de Saint-Maurice, le torrent de Navette à La Chapelle. Plusieurs canaux dérivent les eaux de la rivière et des torrents affluents, et permettent, ou ont permis, l'irrigation des terres situées à l'aval. Le principal est le canal des Herbeys, construit au XVIIIe siècle du pont du Roux à Chauffayer sur près de dix kilomètres, passant par la Chaup, le Séchier et Saint-Jacques, mais désormais en grande partie abandonné. L'entretien et la remise en état éventuelle des canaux sont aidés par l'Europe dans le cadre de Natura 2000.
L'activité industrielle de la vallée est réduite. Plusieurs exploitations minières ont donné un peu de travail aux habitants au début du XXe siècle, mais ont totalement disparu. La Filature du Valgaudemar établie à Saint-Firmin depuis 1830 sur le bord de la Séveraisse conserve la tradition du travail de la laine. Deux installations hydroélectriques sont en activité :
- l'usine de Saint-Maurice, en aval du village, alimentée par l'eau de la Séveraisse prélevée à 1015 mètres d'altitude à Villar-Loubière et acheminée par un canal de sept kilomètres de long en grande partie souterrain jusqu'à une conduite forcée de cent mètres de chute ;
- l'usine de Saint-Firmin, bien visible au carrefour de la route nationale 85 et de la D 485A, et dont l'alimentation en eau reprend en partie celle de Saint-Maurice.

Un projet de micro-centrale à La Chapelle, qui avait provoqué quelques protestations de défenseurs de la nature, semble abandonné.
Comme le Champsaur voisin, le Valgaudemar offre des spécialités culinaires telles que la tarte des Alpes, les tourtons, les ravioles et les oreilles d'âne.

### Tourisme
Le tourisme, notamment estival, est de plus en plus l'activité motrice de la vallée. Le village de La Chapelle en est le centre, et s'équipe de plus en plus pour l'accueil des visiteurs. Le sentier de randonnée la Valgaude propose un aller-retour de l'entrée de la vallée jusqu'à La Chapelle par les deux rives ; le GR de pays Tour du Vieux-Chaillol remonte toute la rive gauche depuis Saint-Jacques jusqu'au col de Vallonpierre, rejoint à Villar-Loubière par le GR 54 venant du Valjouffrey par le col de la Vouize.
En été, le Valgaudemar, « Himalaya français » pour Gaston Rébuffat, « la plus himalayenne des vallées alpines » pour Lionel Terray, accueille de nombreux alpinistes et randonneurs. Face à d'autres parties plus domestiquées des Alpes, le Valgaudemar rappelle « le Tibet d’Alexandra David-Néel ou l’Himalaya de Kipling » et tire son attractivité de sa nature sauvage, « ces montagnes interdites où vivent les dieux, où l’air est rare et les crevasses sans fond » (Libération).
Les nombreux refuges de moyenne et haute montagne permettent l'accès aux sommets. En hiver, le ski de fond se pratique autour de La Chapelle, et le ski de randonnée au départ du refuge Xavier-Blanc vers les cirques du Gioberney et du Sirac.

#### Refuges d'altitude

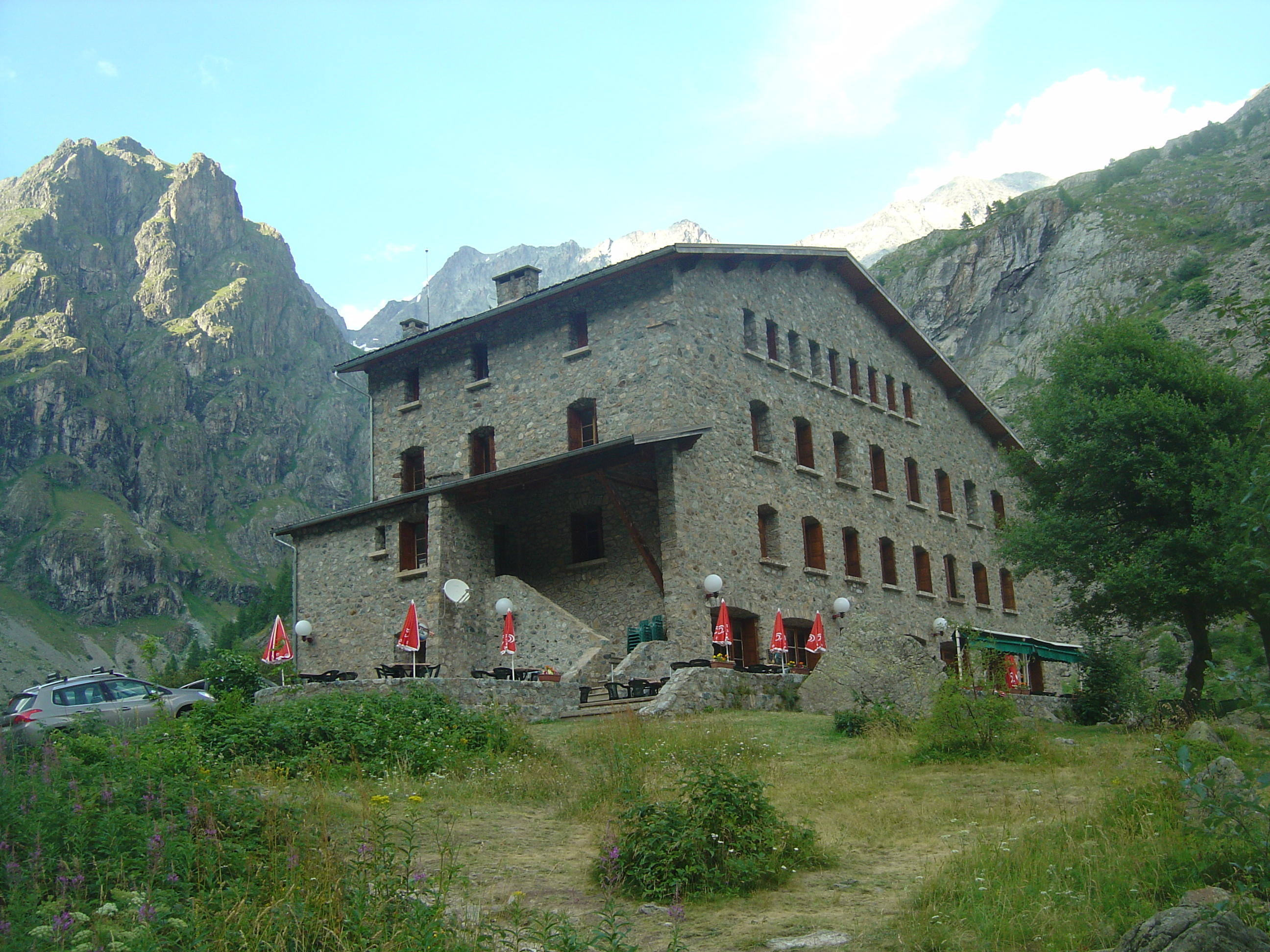
Le refuge du Gioberney.

- Refuge du Clot - Xavier-Blanc (1 397 m, CAF).
- Chalet-refuge du Gioberney (1 650 m), accessible en voiture.
- Refuge-bivouac de Chalance (2 570 m).
- Refuge du Pigeonnier (2 430 m), reconstruit en 2003 (CAF).
- Refuge de l'Olan (2 344 m), détruit deux fois par des avalanches, il a été reconstruit de façon originale : précédé d'une butte pare-avalanches, le toit épouse la pente, ce qui permet aux avalanches de passer par-dessus le refuge et non de le détruire (CAF).
- Refuge de Vallonpierre (2 271 m), reconstruit en 2000 au bord d'un petit lac à côté de l'ancien refuge du même nom (CAF).
- Refuge de Chabournéou (2 020 m, CAF).
- Refuge des Souffles (1 975 m, CAF).

#### Sites remarquables

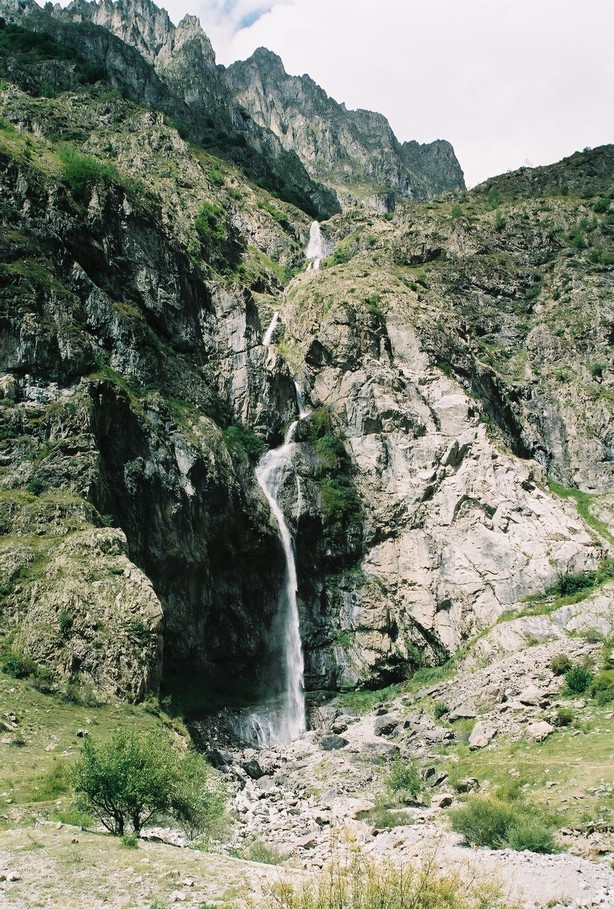
La cascade du Casset, à quelques minutes de La Chapelle

- La cascade dite du « voile de la mariée », au Gioberney
- La cascade du Casset, en face du bourg
- La cascade de Combefroide, en face de La Chapelle.
- Les « Oules du diable », marmites formées par le torrent de Navette dans les roches, entre le hameau des Portes et le village de La Chapelle.
- Le lac de Pétarel, surnommé « le miroir de l'Olan ».
- L'église de Saint-Maurice, la plus ancienne de la région, et son tilleul de Sully.

- Le moulin-musée de Villar-Loubière.